# Andreas Schleef
Andreas Schleef (Königsberg, Prússia Oriental, actualment óblast de Kaliningrad, 1943) és un empresari alemany.
Estudià dret a les universitats de Friburg de Brisgòvia, Múnic, Göttingen i Berlín, i el 1972 completà els seus estudis als EUA i al Canadà. És membre del Partit Socialdemòcrata Alemany. S'inicià a les empreses del metall com a directiu conseller de personal i afers socials d'Audi a Ingolstadt el 1973 i del grup Volkswagen el 1982.
Ha estat president de l'empresa SEAT del 2001 al 2007, en substitució de Bernd Pischetsrieder. El 2006 va rebre la Creu de Sant Jordi, força qüestionada per diversos col·lectius de treballadors a causa de l'Expedient de Regulació d'Ocupació que provocà l'acomiadament de 660 treballadors de l'empresa. El 2007 fou substituït per Eric Schmitt.